# Primsigning

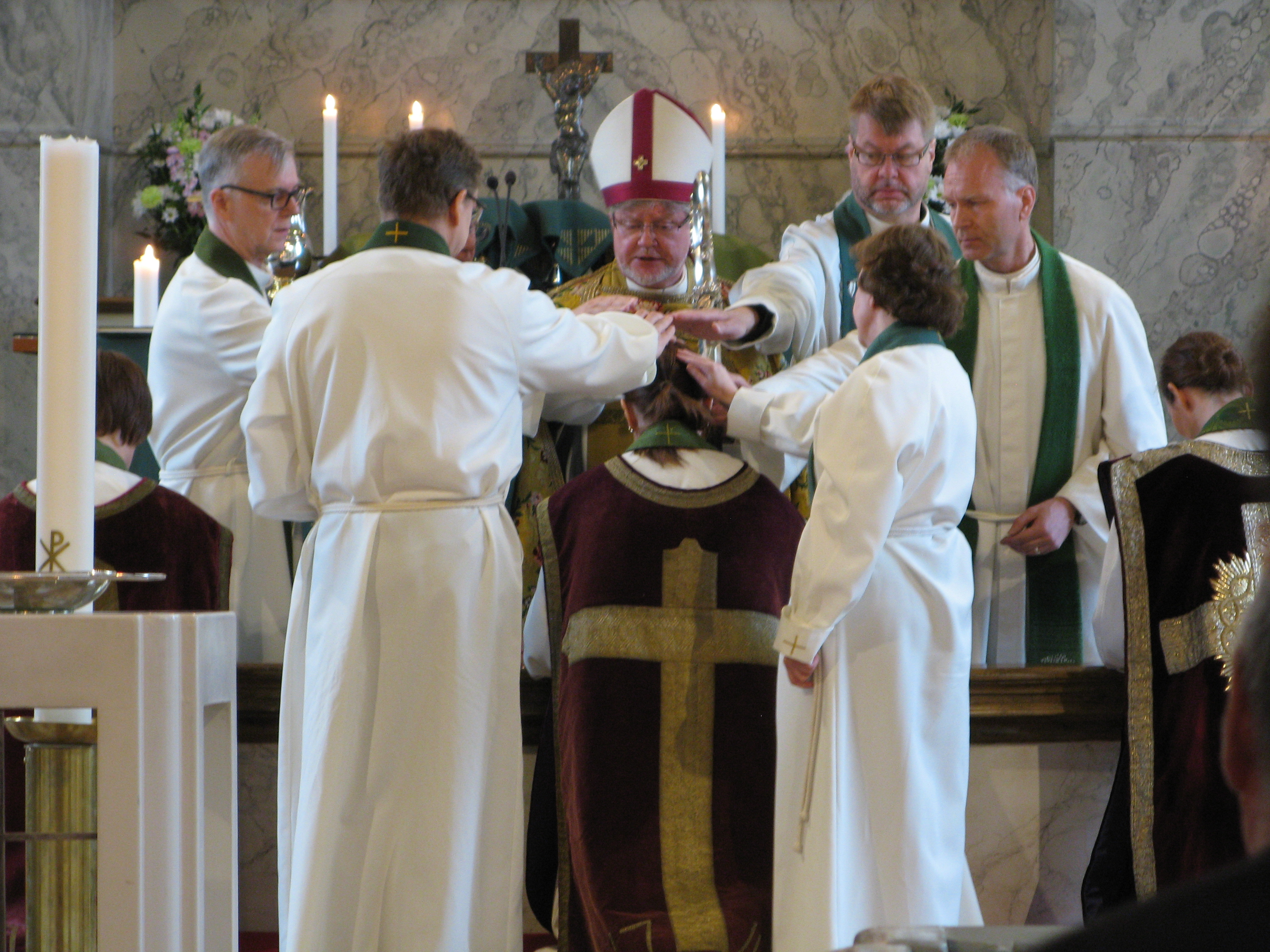
Handpåläggning (flera deltar i handpåläggningen)

Primsigning (verb: prímsigna), är en gammal kristen rit känd från Norden, som markerar antagningen till katekumenatet, det vill säga det sätt som församlingen möter och tar emot vuxna som ville konvertera till kristendom, döpas och konfirmeras.
På fornsvenska kan ordet stavas prim-, brim-, brym- eller brömsigna, och på forndanska och fornnorska primsigne, -segne eller primsigning.
Ceremonin bestod av handpåläggning (impositio manuum) och tecknande av korset (obsignatio crucis) på kandidaten. Tidiga vittnesmål om detta finns hos Rimbert angående Ansgars vistelse i Haithabu: 
| ” | Tallösa är de mängder som steg upp till himmelen iklädda sina vita dopkläder. För att bli katekumen lät sig hedningarna ofta bli påtecknade korset, genom vilket de kunde gå in i kyrkan och se de heliga sakramenten. De sköt bara upp själva dopet eftersom de ansåg det vara mest lämpligt att låta sig döpas vid livets slut... | „ |

I Egil Skallagrimssons saga kapitel 50, heter det:
| ” | Kungen bad Þorolf och hans bröder om att mottaga primsigningen, för detta var skick och sed bland handelsmän och de som tjänade hos kristna. De män som bar korsets tecken umgicks fritt bland kristna och bland hedningar, och de bekände sig till den tro som dessa föredrog. | „ |

Av det isländska citatet framgår det att för de berörda inte rörde sig om någon trosändring eller omvändelse, men att de såg det som en formell handling styrd av nyttovärdet. Man kan här inte anta att primsigningen inledde någon fördjupning i den kristna läran, utan för de berörda var det snarare ett uttryck för den tidens skandinaviska synkretism.
Om kristnandet på Alltinget på Island år 1000 finns det två versioner. I Kristningssagan berättas det att alla närvarande strax lät sig döpas, men i Olav Tryggvasons saga heter det att alla tingsbesökare mottog primsigningen. 

## Primsigning utanför Norden
Det finns inget liknande begrepp inom den gammalengelska kyrkan, men Beda Venerabilis nämner i sina skrifter en katekes innan dopet, som redogör för en rit där kandidaten med explicita ord bryter med tron på de gamla hedniska gudarna. Latinets cathecizare blev på gammalengelska cristnian. I medelengelska förekommer ordet primseinen och på gammelfranska primsignier, primseigner.